# Astyochia emphanes
Astyochia emphanes är en fjärilsart som beskrevs av Louis Beethoven Prout 1910. Astyochia emphanes ingår i släktet Astyochia och familjen mätare. Inga underarter finns listade i Catalogue of Life.